# 1652
Năm 1652 (số La Mã: MDCLII) là một năm nhuận bắt đầu từ ngày thứ hai trong lịch Gregory (hoặc một năm nhuận bắt đầu từ ngày thứ năm của lịch Julius chậm hơn 10 ngày).

## Sự kiện

### Tháng 3
- Chiến dịch cầu Giang Đông tại Phúc Kiến.

### Tháng 4
- Chiến dịch Sùng Võ tại Phúc Kiến.

### Tháng 5
- Lý Định Quốc tấn công Bảo Khánh, Vũ Cương.

### Tháng 6
- Lý Định Quốc đánh chiếm Toàn Châu.
- Ngày 30: Lý Định Quốc vây thành Quế Lâm.

### Tháng 7
- Ngày 4: Lý Định Quốc chiếm Quế Lâm, Khổng Hữu Đức tự sát.
- Ngày 25: Nikon nhậm chức Thượng phụ Moskva và toàn nước Nga của Giáo hội Chính thống giáo Nga.

### Tháng 8
- Lý Định Quốc tiến công Ngô Châu.
- Ngày 15: Quân Minh chiếm lại Ngô Châu.

### Tháng 10
- Ngày 30: Lý Định Quốc tiến quân đến Hành Dương Hồ Nam

### Tháng 11
- Ngày 19: Tướng Mãn Thanh Ni Kham đánh bại Mã Tiến Trung chiếm Bảo Khánh.